# 道格拉斯-休姆內閣
亞歷克·道格拉斯-休姆爵士在1963年10月19日至1964年10月16日任英國首相，其內閣名單如下：

## 道格拉斯-休姆爵士內閣
- 亞歷克·道格拉斯-休姆爵士—首相
- 迪爾霍恩勳爵（Lord Dilhorne，又譯狄瀚勳爵）—大法官
- 奎尼汀·霍格—樞密院議長
- 塞爾文·勞埃—掌璽大臣
- 雷金納·麥德寧—財政大臣
- 拉博·巴特勒—外務大臣
- 亨利·布魯克（Henry Brooke）—內政大臣
- 基思·約瑟夫爵士—房屋及地方政府部長
- 彼得·霍尼戈夫—國防部長
- 朱利安·艾默里（Julian Amery）—民航部長
- 歐尼斯特·瑪波斯（Ernest Marples）—交通部長
- 腓特烈·詹姆士·埃羅爾（Frederick James Erroll）—動力部長
- 希思—工業、貿易及地方發展大臣和貿易委員會主席
- 鄧肯·愛德溫·桑斯（Duncan Edwin Sandys）—殖民地大臣、英聯邦關係大臣
- 愛德華·波義耳爵士（Sir Edward Boyle）—教育大臣
- 安東尼·巴伯（Anthony Barber）—衛生大臣
- 約翰·博伊德-卡本特（John Boyd-Carpenter）—財政部秘書長和財政部主計長
- 若瑟·葛柏（Joseph Godber）—勞工及國民服務部長
- 傑佛瑞·呂本（Geoffrey Rippon）—工務部長
- 克里斯多夫·索梅斯（Christopher Soames）—農業部長
- 邁克爾·諾貝爾（Michael Noble）—蘇格蘭事務大臣
- 布雷克根漢勳爵（Lord Blakenham）—蘭卡斯特公爵領地總裁
- 威廉·法蘭西斯·迪德斯（William Francis Deedes）—不管部部長
- 卡靈頓勳爵—不管部大臣和上議院領袖

### 變動
- 1964年4月，奎尼汀·霍格兼任教育大臣一職，愛德華·波義耳爵士脫離內閣。